# Serra Sant'Abbondio
Serra Sant'Abbondio (La Sèrra in dialetto pergolese) è un comune italiano di 860 abitanti della provincia di Pesaro e Urbino nelle Marche.

## Storia
Il comune di Serra Sant'Abbondio ha una storia prettamente medievale. Fondato dal libero Comune di Gubbio nel XIII secolo ebbe una rilevante importanza strategica, quale luogo di difesa e di controllo della via più impervia e recondita, ma più breve, tra l'Umbria e il litorale adriatico. Il comune già da allora comprendeva molti borghi e contrade.
Il territorio è stato abitato fin dall'età del ferro e, prima ancora dell'insediamento voluto dalla municipalità eugubina, esisteva una "Serra", cioè un "luogo chiuso", con chiesa dedicata a Sant'Abbondio, che prima dipendeva dal Monastero Classense, poi da quello di Fonte Avellana e infine dall'abbazia di Nonantola.
Nel 1384 Serra Sant'Abbondio entrò a far parte del Ducato di Urbino e perciò nel 1481 il duca Federico da Montefeltro dette incarico al senese Francesco di Giorgio Martini di erigere una rocca a difesa della valle, di cui lo stesso architetto ha lasciato una particolareggiata descrizione in un suo manoscritto. Pertanto tra il 1476 e il 1486 il centro abitato fu ampliato e dotato di rocca fortificata e come si ricorda in vari documenti, questo fatto fu accolto dalla popolazione con grandi feste.
Nulla resta ad oggi di questa fortezza distrutta per ordine del duca Guidobaldo al fine di sottrarla alla conquista di Cesare Borgia.
Ancora più importante fu l'evento occorso nel 1508, quando il duca di Urbino Francesco Maria I Della Rovere, donò alla comunità Serrana lo statuto di "Castello" successivamente alla ricostruzione del centro abitato avvenuta nel 1502 da parte di Cesare Borgia il Valentino. Una delibera comunale conservata nell'archivio del comune di Serra Sant'Abbondio ricorda che ogni anno nel comune veniva celebrata la festa dello "statuto" in onore del duca di Montefeltro.

### Simboli
Il 25 settembre 1928 Serra Sant'Abbondio venne unito a Frontone formando il comune di Frontone Serra a cui fu concesso uno stemma con regio decreto del 3 agosto 1930 che riuniva i simboli dei due comuni:
Riottenuta l'autonomia il 6 febbraio 1946 ogni comune ha ripreso il proprio emblema civico.
Il gonfalone è un drappo partito di bianco e di azzurro.

## Monumenti e luoghi d'interesse
- Monastero di Fonte Avellana, dedicato alla Santa Croce. Si trova alle pendici del Monte Catria. Le sue origini risalgono alla fine del primo millennio e sono strettamente legate alla storia della congregazione dei Camaldolesi. Fu fondato forse da san Romualdo nel 980 ed ebbe, come celebri priori, san Pier Damiani dal 1043 al 1057 e quindi sant'Albertino;
- Chiesa di San Biagio, cripta paleocristiana risalente al V secolo;
- Porta Santa e torre;
- Porta Macione;
- Santa Maria della Canale.

Poco lontano dal capoluogo, sulla sponda sinistra del fiume Cesano, è conservata nella sua struttura la cripta paleocristiana di San Biagio, del IV o V secolo, costruita con reperti d'epoca romana provenienti da un tempio pagano.
A circa 6 km dal capoluogo, nel territorio comunale tra boschi di lecci, querce e avellane sorge l'eremo camaldolese di Santa Croce di Fonte Avellana, sovrastato dal massiccio del Monte Catria (m 1702).

## Società

### Evoluzione demografica
Abitanti censiti

### Etnie e minoranze straniere
Secondo i dati ISTAT al 1º gennaio 2021 la popolazione straniera residente era di 64 persone e rappresentava il 6,8% della popolazione residente.

### Tradizioni e folclore

#### Comunanza Agraria
A Serra Sant'Abbondio esiste ancora oggi una Comunanza Agraria, erede della medioevale Università degli Uomini Originari. La stessa rappresenta un'antica forma associativa  di proprietà collettiva di boschi, prati e pascoli gestiti in uso civico. La testimonianza più antica della sua esistenza a Serra Sant’Abbondio risale alla fine del XIII secolo ma forme di gestione collettiva delle montagne sono attestate anche dall’epoca preistorica. Del 1841 è il Regolamento che disciplina l’organizzazione ed il funzionamento della Comunanza Agraria al fine di garantire un corretto utilizzo del bene comune rappresentato dai terreni e dai boschi del Monte Catria.

## Cultura

### Eventi

#### Palio della Rocca
Il Palio della Rocca è una rievocazione storica nata nel 1987 nel comune di Serra Sant'Abbondio. La manifestazione ricopre molteplici significati culturali, turistici, religiosi e sociali. Il punto centrale è la disfida che ha luogo la seconda domenica di settembre fra i 3 antichi borghi e i 3 antichi castelli che componevano il territorio medievale di Serra Sant'Abbondio, ed è disputato tramite la corsa delle oche.

## Geografia antropica
La conformazione urbanistica del paese conserva il tipico assetto dell'antico borgo medievale con due porte d'accesso, restanti dalle primitive quattro: la Porta Santa con torre e la Porta di Macione del XIII secolo; due vie parallele al corso centrale fanno da cornice alle costruzioni in pietra da disegno semplice e lineare.

## Amministrazione
| Periodo          | Periodo          | Primo cittadino   | Partito                   | Carica  | Note   |
| ---------------- | ---------------- | ----------------- | ------------------------- | ------- | ------ |
| 28 giugno 1985   | 9 giugno 1990    | Pietro Piersimoni | Democrazia Cristiana      | Sindaco | [ 11 ] |
| 9 giugno 1990    | 15 febbraio 1992 | Pietro Piersimoni | Democrazia Cristiana      | Sindaco | [ 11 ] |
| 15 febbraio 1992 | 24 aprile 1995   | Augusto Santi     | Democrazia Cristiana      | Sindaco | [ 11 ] |
| 24 aprile 1995   | 14 giugno 1999   | Augusto Santi     | Partito Popolare Italiano | Sindaco | [ 11 ] |
| 14 giugno 1999   | 13 giugno 2004   | Paolo Vecchione   | Centro-sinistra           | Sindaco | [ 11 ] |
| 13 giugno 2004   | 8 giugno 2009    | Paolo Vecchione   | Lista civica              | Sindaco | [ 11 ] |
| 8 giugno 2009    | 26 maggio 2014   | Nadia Mollaroli   | Uniti per Serra           | Sindaca | [ 11 ] |
| 26 maggio 2014   | 27 maggio 2019   | Ludovico Caverni  | Uniti per Serra           | Sindaco | [ 11 ] |
| 27 maggio 2019   | 10 giugno 2024   | Ludovico Caverni  | Uniti per Serra           | Sindaco | [ 11 ] |
| 10 giugno 2024   | in carica        | Ludovico Caverni  | Uniti per Serra           | Sindaco | [ 11 ] |

## Sport

### Calcio a 11
La squadra di calcio del paese è la A.S.D. Frontone Serra, che disputa la Terza Categoria, e rappresenta i comuni di Frontone e Serra Sant'Abbondio.

### Pallavolo maschile
È presente anche una squadra di pallavolo maschile il "Serra Baraonda" che attualmente si trova ad affrontare la prima divisione.